# VZ Жирафа
VZ Жирафа (лат. VZ Camelopardalis) — одиночная переменная звезда в созвездии Жирафа. Звезда имеет красный оттенок и едва доступна для наблюдения невооружённым глазом как звезда со средней видимой звёздной величиной 4.92. Оценка расстояния до звезды, полученная по измерению годичного параллакса, составляет около 500 световых лет от Солнца; лучевая скорость звезды равна +12 км/с. Предполагалось, что звезда входит в сверхскопление Гиад, но в 1990 году это предположение было поставлено под сомнение.
VZ Жирафа является стареющим красным гигантом, находящимся на асимптотической ветви гигантов. Звезда относится к спектральному классу M4IIIa. Её переменность была открыта американским астрономом Джозефом Эшбруком в 1948 году. Предположительно звезда относится к медленным неправильным переменным подтипа Lb; её видимая звёздная величина колеблется в диапазоне от 4.80 до 4.96 звёздных величин. Длительные фотометрические наблюдения указывают на наличие по крайней мере четырёх периодов пульсаций в диапазоне от 27.1 до 39.0 дней. Когда в ядре звезды закончился водород, VZ Жирафа начала охлаждаться и расширяться, достигнув к настоящему моменту 89 радиусов Солнца. Её светимость составляет 1252 светимостей Солнца, эффективная температура поверхности достигает 3641 К.